# All Tomorrow's Parties (film)
Pour les articles homonymes, voir All Tomorrow's Parties.
Pour plus de détails, voir Fiche technique et Distribution.
All Tomorrow's Parties (明日天涯, Míngrì tiānyá) est un film chinois réalisé par Yu Lik-wai, sorti en 2003.

## Fiche technique
- Titre original : 明日天涯, Míngrì tiānyá
- Titre français : All Tomorrow's Parties
- Réalisation et scénario  : Yu Lik-wai
- Pays d'origine : Chine
- Format : Couleurs - 35 mm - 1,85:1 - Dolby
- Genre : science-fiction
- Durée : 96 minutes
- Date de sortie : 2003

## Distribution
- Yong-won Cho : Xuelan
- Yi'nan Diao : Xiao Zhuai
- Ren Na : Lanlan
- Wei : Xiao Mian